# Чеповий Володимир Віталійович
Володимир Віталійович Чеповий (19 травня 1967, село Цимбалівка Старосинявського району Хмельницької області) — український підприємець, письменник і громадський діяч.
Автор книжок «Бізнес — найчесніша гра» (рос. «Бизнес — самая честная игра»), «Я прокинувся щасливим», «Перехрестя», «Твоє щастя — вибір нової Цивілізації».

## Життєпис
Дитинство Володимира пройшло у місті Черкаси, куди сім'я з двома синами переїхала у 1968 році. Батько працював токарем на заводі, а мати — нянею у дитячому садку.
У 1974—1982 роках Володимир навчався у Черкаській середній школі № 2, а по закінченні восьмого класу вступив до Київського суворовського військового училища, яке закінчив улітку 1984 року.
У 1984—1988 роках навчався у Київському вищому загальновійськовому училищі на факультеті розвідки.
Служив у 8-й бригаді спеціального призначення, що дислокувалась у місті Ізяслав Хмельницької області. Узимку 1990 року бригаду оперативно перекинули у місто Вазіані під Тбілісі. Після письмової відмови офіцерів і прапорщиків бригади брати участь у спланованих провокаціях та зачистках у Тбілісі бригаду повернули в Україну, а багатьох офіцерів звільнили.
З травня 1990 року залишив військову службу та разом із групою колишніх офіцерів став співзасновником Видавництва «Бліц-Інформ», яке почало видавати газети «Бізнес», «Ділові новини», «Новини» та журнали «Наталі» і «Капітал». Через кілька років компанія збудувала нові поліграфічні заводи «Бліц-Прінт», «Бліц-Пак» і «Бліц-Флекс». У 2001 році в компанії вже працювало 4500 співробітників, а річний оборот становив 100 млн $.
Восени 2001 року був змушений вийти із великого бізнесу. Тоді написав свою першу книжку «Бізнес — найчесніша гра».
Весною 2002 року Володимир із партнерами започаткував новий проєкт — видавництво «Караван-Медіа», яке почало випускати журнали «АрхІдея» і «Караван Історій — Україна».
Улітку 2004 року Володимир разом із партнерами започатковує новий медійний проєкт для ділової аудиторії «Експерт-Україна». Восени бере активну участь у «Помаранчевій революції» — розгортає з колегами інформаційний блок Штабу в Будинку профспілок.
Від лютого до осені 2005 працює керівником служби Державного Секретаря України. Події початку 2000-х років, включаючи «Помаранчеву Революцію», розкрив у своїй книзі «Я прокинувся щасливим».
Повернувся у медійний бізнес як співзасновник і президент холдингу «Медіа Інвест Груп». Своїми пошуками та знахідками ділиться у філософській повісті «Перехрестя» (2008). Книжка вийшла друком загальним накладом понад 100 000 екземплярів. Читав доповіді на конференціях і форумах, проводив лекції і майстер-класи у ВНЗ та бізнес-клубах.
Улітку 2012 року вийшла його книжка «Твоє щастя. Вибір нової цивілізації», де він ділиться своїм баченням сенсу людського життя і проєктними рішеннями, що просувають Україну до щасливого майбутнього.
Революція гідності та війна на сході України змусили Володимира поєднати військові знання з медійними: на посаді в/о заступника Секретаря РНБО у 2014 році він займається створенням Інформаційно-аналітичного центру РНБО України.
З осені 2014 року до червня 2022 року працював як шеф-редактор журналу «Бізнес» та генеральний директор видавництва «Бліц-Інформ».
Після початку вторгнення російських військ в Україну пішов на фронт добровольцем територіальної оборони. Зник безвісти наприкінці червня 2022 року. 22 червня голова Національної спілки журналістів України Сергій Томіленко повідомив у Facebook про загибель Володимира Чепового. Але син Володимира, Іван Чеповий, того ж дня повідомив, що офіційно його батько вважається зниклим безвісти, а не загиблим.

## Громадська діяльність
- Голова Ради Всеукраїнської громадської організації «Всеукраїнська асоціація „Кадетська співдружність“»[4].
- Член Робочої групи з розроблення Стратегії національно-патріотичного виховання дітей та молоді на 2016—2020 роки[4].
- У січні 2015 року обраний президентом «Української бізнес-асоціації».